# Juan Panero
Juan Panero Torbado (Astorga, 2 de abril de 1908 – ib. 7 de agosto de 1937) fue un poeta español.

## Biografía
De familia humilde, se aficionó a la lectura de niño, en la biblioteca de su abuelo, en Castrillo de las Piedras. Fue, también, muy aficionado al deporte. En 1919 se trasladó a San Sebastián para cursar el bachillerato en el colegio de los agustinos. Hermano del poeta Leopoldo Panero (1909–1962) y tío de Juan Luis Panero (1942–2013), Leopoldo María Panero (1948–2014) y Michi Panero (1951–2004), los dos primeros también poetas. Fue cuñado de la también escritora Felicidad Blanc (1913–1990), esposa de Leopoldo.
Su único libro publicado, Cantos del ofrecimiento (1936) salió de las prensas de la editorial Héroe, de Manuel Altolaguirre, la primavera anterior al inicio de la guerra civil española. El libro forma colección y entraña una profunda relación temática y formal con los Sonetos amorosos de Germán Bleiberg y los Cantos de primavera de Luis Felipe Vivando, pero también con el poemario Abril de Luis Rosales. En su factura conviven la pervivencia de moldes clásicos (como la recuperación del soneto garcilasista propio de la rehumanización poética del 36) y el surrealismo nerudiano de Residencia en la tierra. Profundo admirador del vate chileno, Panero entró de la mano de Luis Rosales en los círculos de la Generación del 27, cuya convivencia con los nuevos autores fue amistosa. Prueba de ello es la fotografía que fue tomada con motivo del Premio Nacional concedido a Vicente Aleixandre; en ella aparece reunida la práctica totalidad de los autores de las Generaciones del 27 y el 36.
Murió el 7 de agosto de 1937 a causa de un accidente de tráfico mientras servía como alférez en el bando sublevado, mientras viajaba de León a Astorga.
Tras su muerte se publicaron algunos grupos de poemas inéditos, como la breve colección Presentimiento de la ausencia, que apareció en la revista Escorial en 1940.

## Estilo
Los temas de su obra a menudo son de temática mística y amorosa, su estilo se caracteriza por el clasicismo y el uso de métrica larga.
La temática sobre las que gira la poesía de Juan Panero sigue el binomio "amor-muerte". El paisaje maragato pulula por sus textos, pero no en forma toponímica, sino con pleno sentimiento. La emotividad idealista con la que el poeta aborda el tema amoroso va asociada al recogimiento y la soledad de elevadas miras; la realidad inmediata se le queda pequeña.